# Плисский район

Плисский район Вилейской области (январь 1940)

Плисский район — административно-территориальная единица в Белорусской ССР в 1940 — 1962 годах. Образован 15 января 1940 года в составе Вилейской области. Центр — д. Плиса, с 1950 года — д. Подсвилье. Площадь района — 1 тыс. км² (1941 год). Население — 48 037 человек (1959 год).

## История
12 октября 1940 года разделён на 18 сельсоветов. С 20 сентября 1944 года Плисский район в Полоцкой, с 8 января 1954 года — в Молодечненской области.
3 октября 1959 года к Плисскому району была присоединена часть территории упразднённого Дисненского района. С 20 января 1960 года — в Витебской области.
25 декабря 1962 года район упразднен, территория передана в Глубокский и Миорский районы.
В состав образованного Глубокского района передан городской посёлок Подсвилье с подчинёнными поселковому Совету населёнными пунктами, Голубичский, Зябковский, Плисский, Псуевский сельсоветы и населённые пункты: Амельково, Бортники, Волково, Гиньки, Гончары, Горани, Гришково, Домаши, Драбовщина, Закревщина, Карчи-1, Круковщина, Луговые, Ойчизна, Протасы Круковские, Погорельщина, Семково, Старинки, Синявщина, Струи, Соино, Серпути, Филиппово и Шерстни Дворновского сельсовета Плисского района.
В состав Миорского района передан Дворновский сельсовет, за исключением населённых пунктов, переданных в состав Глубокского района, Заутьевский, Лужковский, Прозорокский, Старинковский и Язненский сельсоветы Плисского района.